# آلیشیا مولیک
 آلیشیا مولیک (انگلیسی: Alicia Molik؛ زاده ۲۷ ژانویهٔ ۱۹۸۱) یک تنیس‌باز اهل استرالیا است.